# Turnera
Turnera és un gènere de plantes angiospermes de la família de les passifloràcies (Passifloraceae). Són plantes natives de les zones tropicals i subtropicals d'Amèrica, Angola, Namíbia i Kenya.

## Taxonomia
El nom fa honor al naturalista anglès  William Turner (1508-1568)

### Espècies
Dins del gènere Turnera es reconeixen les 141 espècies següents:
- Turnera acangatinga Costa-Lima & E.C.O.Chagas
- Turnera acaulis Griseb.
- Turnera acuta Willd.
- Turnera amapaensis R.S.Cowan
- Turnera amazonica Arbo
- Turnera angelicae Arbo
- Turnera annectens Arbo
- Turnera arcuata Urb.
- Turnera arenaria (Spruce ex Urb.) Arbo
- Turnera argentea Arbo
- Turnera aromatica Arbo
- Turnera asymmetrica Arbo
- Turnera aurantiaca Benth.
- Turnera aurelioi Arbo
- Turnera bahiensis Urb.
- Turnera benthamiana M.R.Schomb.
- Turnera blanchetiana Urb.
- Turnera brasiliensis Willd. ex Schult.
- Turnera breviflora Moura
- Turnera caatingana Arbo
- Turnera callosa Urb.
- Turnera campaniflora Arbo, Shore & S.C.H.Barrett
- Turnera candida Arbo
- Turnera carolina M.J.C.Silva & L.Rocha
- Turnera castilloi Arbo
- Turnera cearensis Urb.
- Turnera chamaedrifolia Cambess.
- Turnera chrysocephala Urb.
- Turnera cicatricosa Arbo
- Turnera cipoensis Arbo
- Turnera clauseniana Urb.
- Turnera coccinea Arbo
- Turnera coerulea DC.
- Turnera collotricha Arbo
- Turnera concinna Arbo
- Turnera confertiflora Arbo
- Turnera coriacea Urb.
- Turnera crulsii Urb.
- Turnera cuneiformis Juss. ex Poir.
- Turnera curassavica Urb.
- Turnera dasytricha Pilg.
- Turnera diamantinae Arbo
- Turnera dichotoma Gardner ex Hook.
- Turnera diffusa Willd. ex Schult.
- Turnera diminuta Cabeza ex Greuter & R.Rankin
- Turnera discolor Urb.
- Turnera discors Arbo
- Turnera dolichostigma Urb.
- Turnera elliptica Urb.
- Turnera emendata Arbo
- Turnera fasciculifolia L.Rocha & Arbo
- Turnera fernandezii Arbo
- Turnera fissifolia Arbo
- Turnera foliosa Urb.
- Turnera gardneriana Arbo
- Turnera genistoides Cambess.
- Turnera glabrata Arbo
- Turnera glaziovii Urb.
- Turnera gouveiana Arbo
- Turnera grandidentata (Urb.) Arbo
- Turnera grandiflora (Urb.) Arbo
- Turnera guianensis Aubl.
- Turnera harleyi Arbo
- Turnera hassleriana Urb.
- Turnera hermannioides Cambess.
- Turnera hilaireana Urb.
- Turnera hindsiana Benth.
- Turnera huberi Arbo
- Turnera humilis Arbo
- Turnera ibateguara Costa-Lima & E.C.O.Chagas
- Turnera ignota Arbo
- Turnera incana Cambess.
- Turnera involucrata Arbo
- Turnera iterata Arbo
- Turnera jobertii Arbo
- Turnera joelii Arbo
- Turnera krapovickasii Arbo
- Turnera kuhlmanniana Arbo
- Turnera laciniata Arbo
- Turnera lamiifolia Cambess.
- Turnera lanceolata Cambess.
- Turnera leptosperma Urb.
- Turnera lineata Urb.
- Turnera longiflora Cambess.
- Turnera longipes Triana ex Urb.
- Turnera lucida Urb.
- Turnera luetzelburgii Sleumer
- Turnera macrophylla Urb.
- Turnera macrosperma L.Rocha & Arbo
- Turnera maigualidensis J.R.Grande & Arbo
- Turnera melanorhiza Urb.
- Turnera melochia Triana & Planch.
- Turnera melochioides Cambess.
- Turnera nervosa Urb.
- Turnera oblongifolia Cambess.
- Turnera occidentalis Arbo & Shore
- Turnera oculata Story
- Turnera odorata Rich.
- Turnera opifera Mart.
- Turnera orientalis (Urb.) Arbo
- Turnera panamensis Urb.
- Turnera paradoxa Arbo
- Turnera paruana Arbo
- Turnera patens Arbo
- Turnera pinifolia Cambess.
- Turnera pohliana Urb.
- Turnera prancei Arbo
- Turnera pumilea L.
- Turnera purpurascens Arbo
- Turnera reginae Arbo
- Turnera revoluta Urb.
- Turnera riedeliana Urb.
- Turnera rosulata Arbo
- Turnera rupestris Aubl.
- Turnera sancta Arbo
- Turnera scabra Millsp.
- Turnera serrata Vell.
- Turnera sidoides L.
- Turnera simulans Arbo
- Turnera stachydifolia Urb. & Rolfe
- Turnera stenophylla Urb.
- Turnera steyermarkii Arbo
- Turnera stipularis Urb.
- Turnera subnuda Urb.
- Turnera subulata Sm.
- Turnera tapajoensis Moura
- Turnera tenuicaulis Urb.
- Turnera thomasii (Urb.) Story
- Turnera triglandulosa Millsp.
- Turnera trigona Urb.
- Turnera uleana Urb.
- Turnera ulmifolia L.
- Turnera urbanii Arbo
- Turnera vallisii Arbo
- Turnera velutina C.Presl
- Turnera venezuelana Arbo
- Turnera venosa Urb.
- Turnera vicaria Arbo
- Turnera violacea Brandegee
- Turnera weddelliana Urb. & Rolfe
- Turnera zeasperma C.D.Adams & V.Bean